# Elezioni presidenziali in Austria del 1974
Le elezioni presidenziali in Austria del 1974 si tennero il 23 giugno. Fu eletto Presidente il candidato sostenuto dal Partito Socialista d'Austria, Rudolf Kirchschläger.

## Risultati
| Rudolf Kirchschläger | Partito Socialista d'Austria | 2 392 367 | 51,66 |  |  |  |  |  |
| Alois Lugger         | Partito Popolare Austriaco   | 2 238 470 | 48,34 |  |  |  |  |  |
| Totale               | Totale                       | 4 630 837 | 100   |  |  |  |  |  |
|                      |                              |           |       |  |  |  |  |  |
| Voti non validi      | Voti non validi              | 102 179   | 2,16  |  |  |  |  |  |
| Votanti              | Votanti                      | 4 733 016 |       |  |  |  |  |  |